# Phaenocarpa chiastochetae
Phaenocarpa chiastochetae är en stekelart som beskrevs av Fischer 1990. Phaenocarpa chiastochetae ingår i släktet Phaenocarpa och familjen bracksteklar. Inga underarter finns listade i Catalogue of Life.